# Mussaenda bodenii
Mussaenda bodenii är en måreväxtart som beskrevs av Herbert Fuller Wernham. Mussaenda bodenii ingår i släktet Mussaenda och familjen måreväxter. Inga underarter finns listade i Catalogue of Life.